# Utricularia hydrocarpa
Utricularia hydrocarpa es una especie de planta carnívora de tamaño mediano, planta acuática, que pertenece a la familia Lentibulariaceae.

## Descripción
Es una planta anual, acuática. Las hojas divididas, de hasta 2.5 cm de largo, con trampas laterales en los segmentos. Las inflorescencias en racimos de 4–10 cm de largo, la flor más inferior cleistógama, pedicelos de 5–20 mm de largo; lobos del cáliz subiguales, ovados, 2–4 mm de largo; corola 7–10 mm de largo, rosada a lila y con una mancha amarilla, el labio inferior transversalmente elíptico con el ápice emarginado, más largo que el espolón. El fruto es una cápsula globosa, de 2 mm de largo, circuncísil.

## Distribución y hábitat
U. hydrocarpa es originaria de los trópicos de Norteamérica y Sudamérica. Es una especie rara que se encuentra en aguas poco profundas en la zona atlántica; a una altitud de 0–450 metros desde México hasta Paraguay, también en Cuba.

## Taxonomía
Utricularia hydrocarpa fue descrita por Martin Vahl y publicado en Enumeratio Plantarum . . . 1: 200. 1804.
Etimología
Utricularia: nombre genérico que deriva de la palabra latina utriculus, lo que significa "pequeña botella o frasco de cuero".
hydrocarpa: epíteto
Sinonimia
- Utricularia amazonasana Steyerm.
- Utricularia coccinea Benj.
- Utricularia fockeana Miq.
- Utricularia salzmannii A. St.-Hil. & Girard
- Utricularia vaga Griseb.
- Utricularia verticillata Salzm. ex A. St.-Hil.	[4]